# تپه چشمه ماهی۱۱
تپه چشمه ماهی۱۱ مربوط به سده‌های اولیه دوران‌های تاریخی پس از اسلام است و در شهرستان چرداول، بخش هلیلان، دهستان هلیلان، ۴۰۰ متری جنوب روستای چشمه ماهی واقع شده و این اثر در تاریخ ۲۶ اسفند ۱۳۸۷ با شمارهٔ ثبت ۲۶۰۰۶ به‌عنوان یکی از آثار ملی ایران به ثبت رسیده است.